# グッバイ (小田和正の曲)
『グッバイ』は、小田和正の28枚目のシングル。2010年11月17日にアリオラジャパンから発売された。

## 解説
TBS系列ドラマ『獣医ドリトル』の主題歌。前作『さよならは 言わない』から約1年9か月ぶりのシングルとなったこの作品は、旧BMG JAPANがアリオラジャパンに移管されてから初のシングルでもある。また、前作に続いてのテレビドラマ主題歌であるが、TBSのドラマ主題歌を手がけるのは「伝えたいことがあるんだ」（1997年、『最後の恋』）、「まっ白」（2004年、『それは、突然、嵐のように…』）以来3作目で、日曜劇場の主題歌は初めてである。この作品で通算10作目の連続テレビドラマ主題歌となった。
この作品には佐藤竹善（SING LIKE TALKING）、大橋卓弥（スキマスイッチ）がコーラスに参加している。また、小田のソロ楽曲では初めて、主要配信サイトにて配信リリースされた。

## 収録曲
1. グッバイ [4:46]
作詞・作曲・編曲：小田和正
2. グッバイ（カラオケヴァージョン）
作曲・編曲：小田和正

## 参加ミュージシャン
- MANSAKU KIMURA：drums
- NATHAN EAST：bass
- YOSHIYUKI SAHASHI：guitars
- CHIEKO KINBARA STRINGS：strings
- TOMOYUKI ASAKAWA：harp
- CHIKUZEN SATO：b.g.v
- TAKUYA OHASHI：b.g.v
- HIDEKI MOCHIZUKI：synthesizer programming